# Park Rudolfa Bednara
Park Rudolfa Bednara (německy Rudolf-Bednar-Park) byl založen v roce 2008 ve vídeňské městské části Leopoldstadt a je největším vídeňským parkem postaveným od roku 1974. Park zčásti leží v areálu bývalé železniční stanice. Na jihozápadě jeho prostory hraničí s Campus Gertrude Fröhlich-Sandner, na severozápadě s ulicí Krakauer Straße, na severovýchodě s novými bytovými domy na Vorgartenstraße a v jihovýchodní části sousedí s Jakov-Lind-Straße.

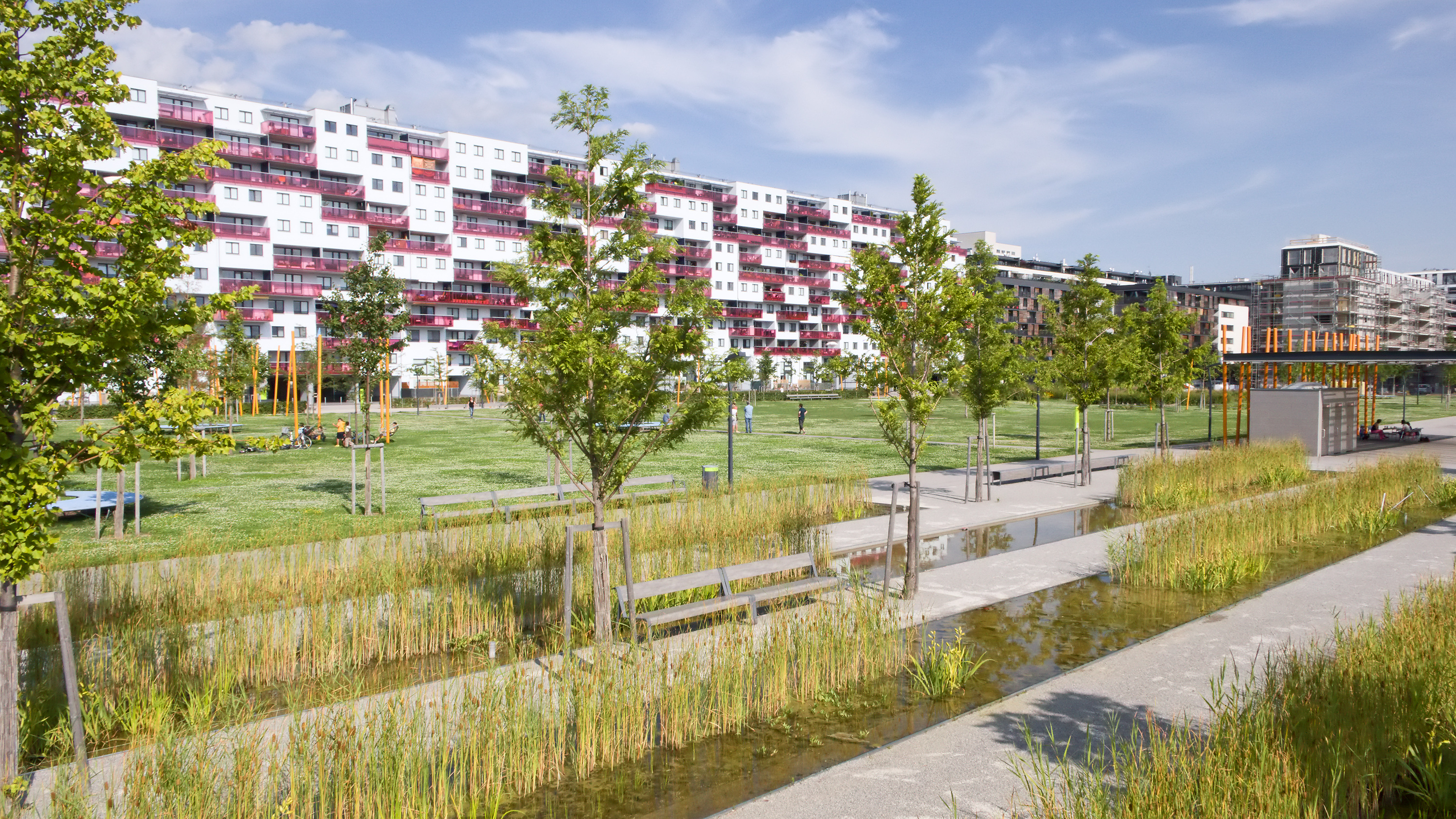

## Historie
Prostor sloužil po celá desetiletí jako nákladní nádraží (se zaměřením na dodávky uhlí) v části Nordbahnhofs, do roku 1918 byl hlavním nádraží ve Vídni. Celá oblast je stále ve vlastnictví ÖBB-Infrastruktur AG. Ve spolupráci s městem Vídeň a bytovým fondem ve Vídni zde vybuduje do roku 2025 domy pro 22.000 obyvatel a zaměstnání s 22.000 pracovními místy. Část prostoru je určena jako "zelené plíce" města, součástí tohoto prostoru je i Rudolf Bednar Park o rozloze 3,1 ha. Velikost plochy je srovnatelná s asi pěti fotbalovými hřišti. Park je pojmenován po sociálně demokratickém starostovi městské části Leopoldstadt Rudolfu Bednarovi, jenž ji vedl v letech 1977-1984.
V roce 2005 byla vyhlášena za podpory EU, mezinárodní soutěž na projekt zeleně, vídeňské oblasti parků a zahrad (MA 42). Vítězný projekt pochází z Hager Landschaftsarchitektur, se sídlem v Curychu. Rozhodnutí poroty bylo jednomyslné. Symbolické otevření parku se konalo v červenci 2007, místo v září 2008.

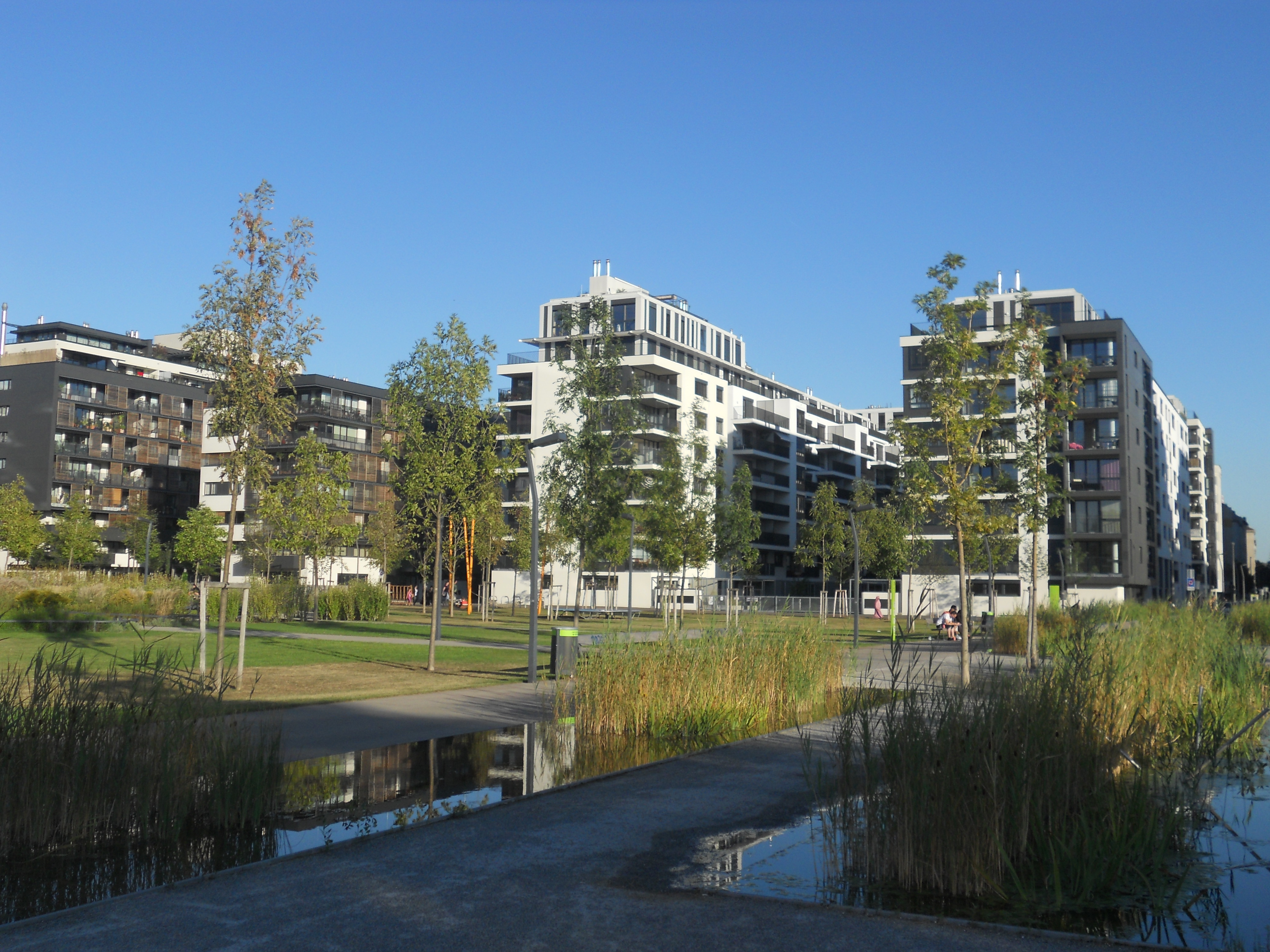

## Vzhled
Charakteristickým rysem parku jsou vysoké oranžové kovové sloupy a souvislý "závoj stromoví" z 280 převážně nově vysazených stromů. Orientace zapojeného pásu stromů je orientována ve směru tratí bývalého nákladového nádraží, která probíhala souběžně s nedalekým Dunajem.
Jižní část parku nabízí sportovní zázemí pro mladé (bruslení a fotbal). Výrazným prvkem jsou nádrže s rákosem. Oblast v přední části bytového komplexu „Wohnen am Park“ (bydlení v parku) a tzv. zahradní čtvrti ve východní části parku jsou pro tišší bydlení.
Plánování a výstavba parku byla v rámci programu EU „Ziel 2 Wien“ financována z Evropského fondu pro regionální rozvoj.
V parku jsou vysazeny topoly bílé, dřezovce trojtrnné, javory červené a tisovce dvouřadé, uspořádané do skupin. Park má sloužit také jako místo k rozjímání.